# Raymond Smullyan
Raymond Merrill Smullyan (Far Rockaway, New York, 1919. május 25. – New York, 2017. február 6.) amerikai matematikus, teológus, logikatudós, zongorista és bűvész.
Első kenyérkereső foglalkozása színpadi bűvész volt. Később, 1955-ben Chicagóban szerzett BSc (Bachelor of Sciences) fokozatot, majd 1959-ben PhD fokozatot a Princetonon. Egyike Alonzo Church kiemelkedő képességű tanítványainak.

## Munkássága
Még PhD-hallgató korában, 1957-ben megjelent egy fontos cikke a Journal of Symbolic Logic-ban, amiben megmutatja, hogy Gödel formális rendszerekre vonatkozó nemteljességi tétele lényegesen elemibb módon is interpretálható, mint ahogy azt Gödel eredeti, 1931-es korszakalkotó publikációja sugallja. Smullyan később meggyőzően érvelt amellett, hogy a Gödel nemteljességi tételeivel kapcsolatos lelkesedésnek inkább a lényegesen könnyebben bizonyítható és filozófiai szempontból éppoly megrázó Tarski-tétel felé kellene irányulnia. Smullyan a logika korlátaival kapcsolatos elmélkedéseinek betetőzése a tárgy mélységéhez és komolyságához képest igencsak olvasmányos műve, a Gödel's Incompleteness Theorems. in: Goble, Lou, ed., The Blackwell Guide to Philosophical Logic. Blackwell, 2001. Magyarul olvasható a Gödel nemteljességi tételei című könyv. (Typotex Kiadó, Budapest, 1999.)

## A lovagok és lókötők világa
Smullyan a szerzője egy sor szórakoztató matematikai műnek, melyek közül a leghíresebb a "Mi a címe ennek a könyvnek?" (Typotex Kiadó, 1996, ford: Török Judit).
Smullyan logikai feladványai általában klasszikus problémák kiterjesztései. Például a hazudós lókötőkkel és az igazmondó lovagokkal kapcsolatos problémák a közismert "két őr és a két kapu" probléma sokatmondó változatai. Az egyik őr (lókötő) mindig hazudik, a másik (lovag) mindig igazat mond; az egyik kapu a Mennyországba, a másik kapu a Pokolba vezet. A feladat az, hogy egy kérdést feltéve az egyik őrnek találjuk meg a Mennyországba vezető kaput. A megoldás a következő kérdés, amelyet bármelyik őrhöz intézzünk is a válasz helyes lesz: "Melyik kapura mondaná a társad, hogy a Pokolba vezet?"
Bonyolultabb feladványokban Smullyan újabb szereplőket vonultat fel, például olyanokat, akik lehet, hogy hazudnak, lehet, hogy igazat mondanak (ezek a "normálisak") és, hogy még bonyolultabb legyen a dolog az olvasó által ismeretlen szavakat használnak a "nem" és az "igen" kifejezésére. Az "erdélyi" feladatokban a lakosság fele bolond, ők csak hamis kijelentésekben hisznek, a lakosság másik része épelméjű, ők csak igaz dolgokban hisznek. Továbbá, az erdélyi "emberi lények" mindig igazat mondanak, a vámpírok pedig mindig hazudnak. Például egy bolond vámpír hamis dolgokban hisz: "2 meg 2 nem 4!", de hazudik és azt mondja "4!". Egy épelméjű vámpír komolyan hiszi, hogy "2 meg 2 az 4", de azt hazudja, hogy "nem 4".

## Smullyan és a gödeli nemteljességi tételkör
De maradjunk a lovagok és a lókötők példájánál!
Smullyan leglátványosabb eredményeit a nemteljességi tételkörnek a mindennapi gondolkodás szintjén való teljesértékű megjelenítése területén érte el. Megközelítésének lényege, hogy „formális rendszer” helyett „józan érvelőről” a rendszeren belül bizonyított állítás helyett pedig arról beszél, hogy „a józan érvelő elhiszi” az adott állítást. Felteszi, hogy egy józan érvelő nem képes hamis állításban hinni és azt is, hogy egy állítás vagy igaz vagy hamis. Bemutatja, hogy ebből a két természetes feltevésből olyan igaz állítások létezése következik, melyekben DE ellenkezőjükben SEM képes a józan érvelő hinni. A már említett Gödel nemteljességi tételei c. könyv 142. oldalán a következő feladatot tűzi ki Smullyan:
Megérkezik a lovagok és a lókötők szigetére a józan érvelő és találkozik egy bennszülöttel, akiről nem tudja, hogy lovag-e vagy lókötő. A bennszülött egy olyan állítással lepi meg a józan érvelőt, amelyben a józan érvelő nem hihet, de, mint kiderül annak az ellenkezőjében sem. Találjunk ilyen állítást!
Egy megoldás: „Soha nem fogod elhinni, hogy lovag vagyok.”
Valóban, ha ezt egy lókötő mondta, akkor ez az állítás hamis. Ha hamis ez az állítás, akkor a józan érvelő hinni fog abban, hogy lovaggal beszélt. Ez pedig nem igaz (mint feltettük) ilyesmit pedig a józan érvelő nem hihet el. Ha a fenti állítás egy lovag szájából hangzott el, akkor igaz, vagyis a józan érvelő soha nem fogja elhinni, hogy lovaggal beszélt; ami pedig igaz. Vagyis a józan érvelő képtelen hinni egy igaz állításban. Vegyük észre, hogy ez nem egy szokásos paradoxon. Nem arról van szó, hogy mindkét esetben ellentmondásra jutottunk. Csak arról van szó, hogy beláttuk, hiába volt igaz az állítás nem tudtunk hinni benne. Ez mindennapi dolog. A meglepő az, hogy ez logikai szükségszerűséggel történt.
Az igazság és az, hogy feltétlenül és automatikusan hiszünk benne nem azonos valamik tehát. Ennek feltétele két dolog volt a példa szerint: (1) hamisságban nem hiszünk, (2) egy állítás vagy igaz vagy hamis.
Ha „józan érvelő” helyett most olyan rendszerre gondolunk, amelyben bizonyítani lehet állításokat, és amelyben nem lehet hamis állítást bizonyítani és amely olyan állításokat tartalmaz, amelyek vagy igazak, vagy hamisak, akkor az ilyen rendszer „nem teljes” abban az értelemben, hogy megfogalmazhatók benne olyan állítások, amelyek igazak mégsem bizonyíthatók, de az ellenkezőjük sem bizonyítható. Ezért nem teljes egy ilyen rendszer; nem lehet benne bizonyítani minden igaz állítást, amit megfogalmazni azért lehet benne.
Ez valóban nagy csapás volt a huszadik század első évtizedeiben elbizakodott matematikára és filozófiára. E tudományterületek művelői ugyanis az igazság fogalmát a bizonyíthatóság fogalmában vélték felfedezni és formalizálhatni. Ezzel tulajdonképpen egy több mint kétezer éves küzdelem látszott eldőlni az ember javára. Csak az axiómák precíz, szakterületenkénti megfogalmazása és felsorolására, valamint a helyes következtetési szabályok formális lefektetése látszott szükségesnek. Ez volt Hilbert programja és ez volt Russell és Whitehead monumentális művének, a Principia Mathematicának a célkitűzése is. Elsőkként Gödel, Church és Tarski bizonyították, hogy ezek a célok elérhetetlenek. Smullyan sokban hozzájárult ezekhez az eredményekhez és lefordította (talán inkább visszafordította) a leglényegesebb állításokat a hétköznapi gondolkodás nyelvére.
Smullyan valóban nagy bűvész.

## Magyarul megjelent művei
- Mi a címe ennek a könyvnek? Drakula rejtélye és más logikai feladványok; ford. Török Judit; Műszaki, Bp., 1988
- A hölgy vagy a tigris? és egyéb logikai feladatok; ford. Török Judit; Typotex–Műszaki, Bp., 1991
- A hölgy vagy a tigris? és egyéb logikai feladatok; ford. Török Judit; 2. jav. kiad.; Typotex, Bp., 1996
- Gödel nemteljességi tételei; ford. Csaba Ferenc; Typotex, Bp., 1999
- Seherezádé rejtélye és más bámulatos fejtörők, régiek és újak; Horváth Hedvig, Mónus Attila; Typotex, Bp., 1999
- Alice Rejtvényországban. Carolli mesék nyolcvan év alatti gyermekeknek; ford. Horváth Hedvig, Mónus Attila; bev. Martin Gardner, ill. Greer Fitting; Typotex, Bp., 2001
- Sherlock Holmes sakkrejtélyei. 50 izgalmas sakknyomozás; ford. Tandori Dezső; Typotex, Bp., 2002
- Emlékek, történetek, paradoxonok; ford. Csaba Ferenc; Typotex, Bp., 2004 ISBN 978-963-9548-34-3
- A tao hallgat; ford. György Katalin; Typotex, Bp., 2005 (A logika világa) – ISBN 978-963-9548-64-0
- Seherezádé rejtélye. Bámulatos klasszikus és modern fejtörők. Typotex Kiadó, 2005 – ISBN 978-963-9548-35-0
- Gödel nemteljességi tételei. Typotex Kiadó, 2006 – ISBN 978-963-9548-98-5
- Sherlock Holmes sakkrejtélyei. 50 izgalmas sakknyomozás. Typotex Kiadó, 2007 – ISBN 978-963-9326-58-3
- Alice Rejtvényországban. Carrolli mesék nyolcvan év alatti gyermekeknek. Typotex Kiadó, 2006 – ISBN 978-963-9548-87-9
- A hölgy vagy a tigris? és egyéb logikai feladatok. Typotex Kiadó, 2008 – ISBN 978-963-7546-63-1
- Mi a címe ennek a könyvnek? Drakula rejtélye és más logikai feladatok. Typotex Kiadó, 2009 – ISBN 978-963-2790-33-6
- A csúfolórigó nyomában. Egy lebilincselő kaland a kombinatorikus logika világában; ford. Csaba Ferenc, ill. Mallár Gabriella; Typotex, Bp., 2012 (A logika világa)